# My Crossdressing Crush
My Crossdressing Crush (jap. おとこのこが後輩に告白される話 Otokonoko ga Kōhai ni Kokuhaku Sareru Hanashi) ist eine Mangaserie von Mangaka Pom, die von 2019 bis 2021 erschien. 2024 kam eine Umsetzung als Anime-Fernsehserie heraus, die international als Senpai is an Otokonoko veröffentlicht wurde. Die Serie erzählt von einer Dreiecksbeziehung zwischen einer jungen Schülerin und einem Schüler, die sich beide in eine Transperson verlieben. Alle drei müssen sich mit der Liebe, ihrer Sexualität und Identität auseinandersetzen. 

## Inhalt
Nachdem sie neu an die Oberschule gekommen ist, wird Saki Aoi bald auf eine ältere Mitschülerin aufmerksam. Und bald darauf gesteht sie Makoto Hanaoka ihre Liebe. Die stellt sich jedoch daraufhin als Junge heraus, der in Mädchenkleidung an die Schule kommt. Das ist inzwischen schulweit bekannt und Makoto wird daher von den meisten gemieden. So weist er auch Saki zurück, da er ihre Liebe ihm gegenüber nicht ernst nehmen kann. Nur sein Kindheitsfreund Ryuji Taiga steht zu ihm. Und nun auch die aufgeweckte Saki, die sich an dem anderen Geschlecht ihres Schwarms gar nicht stört und auf ihrer Liebe beharrt. Während Makoto sich darüber freut, ist Ryuji misstrauisch, ob nicht eine Bösartigkeit dahinter steckt. Denn schon früher und nachdem seine Identität bekannt wurde, haben viele Schüler Makoto übel mitgespielt. Außerdem ist Ryuji, wie Saki bald erkennt, heimlich selbst in Makoto verliebt. So wetteifern sie um ihren Freund und werden so alle miteinander Freunde.
Und so unterstützen sie sich alle drei bei ihren Problemen. Makoto kann sich zwar an der Schule so kleiden, wie er will, aber zuhause muss er sich verstecken. Seine Mutter Mika hat es gehasst, wie er sich früher für Mädchensachen interessiert hat, sodass er nun den vorbildlichen Jungen spielt. Mit seinen beiden Freunden kann Makoto so sein, wie er sich wohlfühlt, und sogar in Mädchenkleidung ausgehen. Als seine Mutter wieder einmal Verdacht schöpft, wird es ihm selbst jedoch zu viel. Makoto will versuchen, nur noch Junge zu sein und gibt sich so auch an der Schule. Zunächst bemerkt nur Saki, dass er dabei nicht glücklich ist, bis es Makoto nicht mehr aushält. Mit Unterstützung seiner Freunde will er stärker dazu stehen, wie er sich fühlt. Durch diese Episode gehen auch viele seiner Mitschüler wieder offener auf ihn zu und Makoto gewinnt neue Freunde, die auch bleiben, als er wieder in Mädchenuniform kommt. Saki wiederum hilft zwar Makoto sehr, wird sich ihrer eigenen Gefühle immer unsicherer. Da ihre Mutter sie früh verlassen hat, ihr Vater meist nicht da ist und sie meist bei ihrer Großmutter lebt, hat sie Angst vor engen Bindungen und weiß ihre Gefühle gegenüber anderen nicht einzuordnen. Schließlich gibt sie gegenüber Ryuji auf, dessen Gefühle für Makoto sie für tiefergehend hält. Der schafft es durch Makotos Unterstützung, sich seine Liebe für Makoto einzugestehen. Schließlich kann er sie auch Makoto gestehen und beide werden ein Paar. Doch Makotos noch immer anhaltendes Hadern mit seiner Identität lastet auf der Beziehung, die fast daran zerbricht. Durch Saki wird er darin bestärkt, dass er sich nicht zwischen Junge oder Mädchen entscheiden muss, und auch mit seiner Mutter offen zu sein.
Makoto fasst den Entschluss, mit seiner Mutter über seine Identität zu sprechen. Die jedoch hat einen Zusammenbruch. Makotos Vater, der ihm auch die Schule vermittelt hatte, schickt ihn zu Mikas Vater. Makotos Großvater war ähnlich wie Makoto von typisch weiblichem angetan, woraus seine Tochter diese Angst entwickelte. Als Makoto erstmals seinen Großvater trifft, der nun glücklich wie er sich wohlfühlt auf dem Land lebt, fühlt er sich bestärkt und kehrt zurück.

## Veröffentlichungen
Der Manga erschien zunächst als Webtoon auf der Online-Plattform Line Manga, wo die Serie im Dezember 2019 startete und im Dezember 2021 abgeschlossen wurde. Ichijinsha brachte die Kapitel gesammelt in zehn Bänden heraus. Auf der Plattform Line Webtoon erschien der Manga international in mehreren Übersetzungen, darunter auf Englisch und Deutsch mit dem Titel My Crossdressing Crush. Eine gedruckte Fassung erschien bei Kodansha auf Englisch und bei J-Pop auf Italienisch. Seit Dezember 2023 erscheint bei Line Manga eine Fortsetzung der Serie.
Bei Studio Project No.9 entstand für 2024 eine Adaption der Geschichte als Anime. Regie führte Shinsuke Yanagi und das Drehbuch schrieb Yoriko Tomita. Das Charakterdesign stammt von Shōto Shinkai und für die künstlerische Leitung war Yukari Yasuda zuständig. Die 3D-Animationen leitete Takeshi Saitō, für die Kameraführung war Tomoya Kamijō zuständig und Tonregie führte Satoshi Motoyama. Die zwölf Folgen mit je 23 Minuten Länge wurden vom 5. Juli bis 27. September 2024 von Fuji TV in Japan unter dem Titel Senpai wa Otokonoko (先輩はおとこのこ) gezeigt. Parallel dazu wurde die Serie international als Senpai is an Otokonoko auf der Plattform Crunchyroll veröffentlicht, unter anderem mit deutschen und englischen Untertiteln.
2025 soll eine Umsetzung als Film in herauskommen.

### Synchronisation
| Rolle          | japanischer Sprecher (Seiyū) |
| -------------- | ---------------------------- |
| Saki Aoi       | Akira Sekine                 |
| Makoto Hanaoka | Shūichirō Umeda              |
| Ryūji Taiga    | Yūma Uchida                  |
| Konatsu Taiga  | Kaori Maeda                  |
| Mika Hanaoka   | Mai Nakahara                 |

### Musik
Die Musik der Serie wurde komponiert von Yukari Hashimoto. Das Vorspannlied ist Wagamama und für den Abspann verwendete man das Lied Are ga Koi Datta no kana feat. Nishina, beide von Kujira.